# Liste der Mitglieder des Landtages Rheinland-Pfalz (2. Wahlperiode)
Liste der Mitglieder des Rheinland-Pfälzischen Landtages (2. Wahlperiode)
Der Rheinland-Pfälzische Landtag bestand in der 2. Wahlperiode von 1951 bis 1955 aus 100 Mitgliedern.

## Zusammensetzung
Bei der Landtagswahl am 29. April 1951 gab es folgendes Ergebnis:
| Partei | Prozent | Sitze |
| ------ | ------- | ----- |
| CDU    | 39,2    | 43    |
| SPD    | 34,0    | 38    |
| FDP    | 16,7    | 19    |

## Präsidium
- Präsident: August Wolters (CDU)
- Vizepräsidenten: Franz Bögler (SPD), Fritz Wilms (FDP)

## Abgeordnete
| Name                                                  | Lebensdaten | Partei    | Wahlkreis   | Kommentar |
| ----------------------------------------------------- | ----------- | --------- | ----------- | --- |
| Franz Adamo                                           | 1896–1977   | SPD       | Wahlkreis 5 | eingetreten am 11. Juni 1951 für Justus Cronenbold                                                                 |
| Ernst Adams                                           | 1890–1973   | CDU       | Wahlkreis 3 | |
| Peter Altmeier                                        | 1899–1977   | CDU       | Wahlkreis 5 | |
| Heinz-Eberhard Andres                                 | 1908–1977   | FDP       | Wahlkreis 2 | ausgeschieden am 4. Juli 1952                                                                                      |
| Wilhelm Andres                                        | 1891–1967   | CDU       | Wahlkreis 1 | eingetreten am 1. Dezember 1951 für Hans Bernhard Rippelbeck                                                       |
| Theodor Asholt                                        | 1890–1969   | SPD       | Wahlkreis 3 | |
| Georg Bauer                                           | 1900–1983   | SPD       | Wahlkreis 1 | |
| Bruno Becher                                          | 1898–1961   | FDP       | Wahlkreis 1 | |
| Heinrich Bechtel                                      | 1882–1962   | SPD       | Wahlkreis 4 | |
| Johann Beckenbach                                     | 1897–1992   | SPD       | Wahlkreis 5 | |
| Hermann Becker                                        | 1895–1976   | FDP       | Wahlkreis 4 | |
| Walter Bender                                         | 1903–1986   | FDP       | Wahlkreis 2 | eingetreten am 1. Oktober 1951 für Heinz Reitbauer                                                                 |
| Georg Berg                                            | 1910–1985   | CDU       | Wahlkreis 5 | eingetreten am 17. November 1953 für Josef Schlick                                                                 |
| Adolf Billen                                          | 1911–1979   | CDU       | Wahlkreis 3 | |
| Wilhelm Boden                                         | 1890–1961   | CDU       | Wahlkreis 1 | |
| Franz Bögler                                          | 1902–1976   | SPD       | Wahlkreis 6 | |
| Hans Böhm                                             | 1906–1974   | SPD       | Wahlkreis 1 | ausgeschieden am 7. Juni 1953                                                                                      |
| Hans Brune                                            | 1889–1977   | SPD       | Wahlkreis 2 | |
| Ludwig Bußjäger                                       | 1885–1962   | FDP       | Wahlkreis 6 | eingetreten am 7. Oktober 1953 für Anton Eberhard                                                                  |
| Karl Christoffel                                      | 1895–1986   | CDU       | Wahlkreis 3 | |
| Franz Claus                                           | 1895–1958   | FDP       | Wahlkreis 2 | |
| Justus Cronenbold                                     | 1897–1977   | SPD       | Wahlkreis 5 | ausgeschieden am 29. Mai 1951                                                                                      |
| Carola Dauber                                         | 1898–1985   | SPD       | Wahlkreis 7 | eingetreten am 5. Oktober 1951 für Willy Odenthal                                                                  |
| Michael Dedenbach                                     | 1898–1978   | SPD       | Wahlkreis 1 | |
| Emil Demmerle                                         | 1922–1973   | CDU       | Wahlkreis 7 | |
| Jakob Demmerle                                        | 1897–1968   | CDU       | Wahlkreis 7 | |
| Josef Diehl                                           | 1898–1971   | SPD       | Wahlkreis 7 | |
| Jacob Diel                                            | 1886–1969   | CDU       | Wahlkreis 2 | |
| Ewald Drathen                                         | 1901–1993   | CDU       | Wahlkreis 2 | eingetreten für Adolf Süsterhenn, der sein Mandat nicht annahm                                                     |
| Anton Eberhard                                        | 1892–1967   | FDP       | Wahlkreis 6 | ausgeschieden am 30. September 1953                                                                                |
| Fritz Fickeisen                                       | 1897–1969   | SPD       | Wahlkreis 7 | |
| Albert Finck                                          | 1895–1956   | CDU       | Wahlkreis 6 | |
| Otto Fliesen                                          | 1888–1967   | FDP       | Wahlkreis 6 | |
| Otto Frank                                            | 1900–1963   | FDP       | Wahlkreis 7 | |
| Willibald Gänger                                      | 1903–1994   | SPD       | Wahlkreis 7 | |
| Mathilde Gantenberg                                   | 1889–1975   | CDU       | Wahlkreis 3 | |
| Otto Groß                                             | 1901–1981   | FDP       | Wahlkreis 2 | eingetreten am 13. Juli 1952 für Heinz-Eberhard Andres                                                             |
| Georg Habighorst                                      | 1899–1958   | CDU       | Wahlkreis 1 | |
| Friedrich Wilhelm Hachenberg                          | 1884–1960   | CDU       | Wahlkreis 1 | |
| Friedrich Hartmann                                    | 1899–1985   | CDU       | Wahlkreis 3 | |
| Willi Hartung                                         | 1910–1986   | SPD       | Wahlkreis 1 | |
| Franz Heller                                          | 1900–1970   | CDU       | Wahlkreis 6 | |
| Dora Hennig                                           | 1902–1989   | SPD       | Wahlkreis 5 | |
| Luise Herklotz                                        | 1918–2009   | SPD       | Wahlkreis 6 | |
| Hubert Hermans                                        | 1909–1989   | CDU       | Wahlkreis 1 | ausgeschieden am 18. Mai 1951                                                                                      |
| Eugen Hertel                                          | 1893–1973   | SPD       | Wahlkreis 7 | |
| Susanne Hillesheim ab 1953 Susanne Hermans-Hillesheim | 1919–2013   | CDU       | Wahlkreis 1 | |
| Willy Hitter                                          | 1905–1966   | SPD       | Wahlkreis 5 | |
| Hans Hoffmann                                         | 1893–1952   | SPD       | Wahlkreis 6 | † 24. April 1952                                                                                                   |
| Gustav Hülser                                         | 1887–1971   | CDU       | Wahlkreis 7 | |
| Johann Peter Josten                                   | 1915–2011   | CDU       | Wahlkreis 2 | ausgeschieden am 31. Oktober 1953                                                                                  |
| Paul Kalinowski                                       | 1893–1968   | CDU       | Wahlkreis 4 | |
| Eduard Kern                                           | 1900–1966   | FDP       | Wahlkreis 6 | |
| Werner Klein                                          | 1914–1964   | FDP       | Wahlkreis 4 | eingetreten am 9. April 1954 für Wilhelm Nowack ausgeschieden am 25. April 1955                                    |
| Johann Klinkner                                       | 1898–1972   | CDU       | Wahlkreis 7 | eingetreten am 1. November 1953 für August Spies                                                                   |
| Helmut Kloft                                          | 1891–1955   | FDP       | Wahlkreis 4 | eingetreten am 26. September 1951 für Wilhelm Nowack ausgeschieden am 23. September 1953                           |
| Ernst Koehler                                         | 1890–1973   | SPD       | Wahlkreis 6 | |
| Hans König                                            | 1916–1999   | SPD       | Wahlkreis 3 | |
| Heinz Korbach                                         | 1921–2004   | CDU       | Wahlkreis 1 | eingetreten am 3. Juni 1951 für Hubert Hermans                                                                     |
| Karl Kuhn                                             | 1898–1968   | SPD       | Wahlkreis 2 | |
| Maxim Kuraner                                         | 1901–1978   | SPD       | Wahlkreis 6 | eingetreten am 3. Mai 1952 für Hans Hoffmann                                                                       |
| Karl Lahr                                             | 1899–1974   | FDP       | Wahlkreis 5 | ausgeschieden am 30. September 1953                                                                                |
| Walter Lichtenberger                                  | 1906–2000   | CDU       | Wahlkreis 2 | |
| Ernst Lorenz                                          | 1901–1980   | SPD       | Wahlkreis 6 | |
| Max Lotz                                              | 1919–1992   | FDP       | Wahlkreis 1 | |
| Günter Markscheffel                                   | 1908–1990   | SPD       | Wahlkreis 5 | |
| Willibald Martenstein                                 | 1903–1998   | FDP       | Wahlkreis 5 | |
| Wilhelm Maschke                                       | 1894–1958   | SPD       | Wahlkreis 2 | eingetreten am 14. Februar 1952 für Aloys Wingender                                                                |
| Hermann Matthes                                       | 1901–1976   | CDU       | Wahlkreis 5 | |
| Adolf Merz                                            | 1903–1987   | SPD       | Wahlkreis 6 | |
| Peter Mieden                                          | 1882–1962   | CDU       | Wahlkreis 1 | |
| Otto Mockenhaupt                                      | 1912–1972   | SPD       | Wahlkreis 1 | eingetreten am 1. Juli 1953 für Hans Böhm                                                                          |
| Hans Moser                                            | 1900–1988   | CDU       | Wahlkreis 6 | |
| Karl Motz                                             | 1893–1963   | FDP       | Wahlkreis 7 | |
| Emil Müller                                           | 1890–1967   | SPD       | Wahlkreis 2 | |
| Herbert Müller                                        | 1900–1994   | SPD       | Wahlkreis 6 | |
| Wilhelm Nowack                                        | 1897–1990   | FDP       | Wahlkreis 4 | ausgeschieden am 25. September 1951 eingetreten am 7. Oktober 1953 für Helmut Kloft ausgeschieden am 25. März 1954 |
| Willy Odenthal                                        | 1896–1962   | SPD       | Wahlkreis 7 | ausgeschieden am 4. Oktober 1951                                                                                   |
| Heinrich Alexius Pickel                               | 1883–1964   | CDU       | Wahlkreis 1 | nachgerückt für Peter Altmeier, der sein Mandat im Wahlkreis 1 nicht annahm                                        |
| Max Günther Piedmont                                  | 1916–1989   | FDP       | Wahlkreis 3 | |
| Clemens Platten                                       | 1893–1971   | CDU       | Wahlkreis 2 | |
| Ludwig Reichling                                      | 1889–1964   | CDU       | Wahlkreis 6 | |
| Heinz Reitbauer                                       | 1899–1960   | FDP       | Wahlkreis 2 | ausgeschieden am 30. September 1951                                                                                |
| Hans Bernhard Rippelbeck                              | 1884–1951   | CDU       | Wahlkreis 1 | † 16. November 1951                                                                                                |
| Ignaz Roth                                            | 1894–1972   | SPD       | Wahlkreis 7 | |
| Julius Rüb                                            | 1886–1968   | SPD       | Wahlkreis 7 | |
| Otto Sassenroth                                       | 1924–1985   | SPD       | Wahlkreis 4 | |
| August Schäfer                                        | 1890–1977   | SPD       | Wahlkreis 6 | |
| Josef Schlick                                         | 1895–1977   | CDU       | Wahlkreis 5 | ausgeschieden am 4. November 1953                                                                                  |
| Otto Schmidt                                          | 1899–1969   | SPD       | Wahlkreis 4 | |
| Max Schuler                                           | 1893–1967   | CDU       | Wahlkreis 7 | |
| Fritz-Rudolf Schultz                                  | 1917–2002   | FDP       | Wahlkreis 5 | eingetreten am 1. Oktober 1953 Karl Lahr                                                                           |
| Willi Schweinhardt                                    | 1903–1978   | FDP       | Wahlkreis 2 | |
| Elfriede Seppi                                        | 1910–1976   | SPD       | Wahlkreis 1 | |
| Karl Sommerey                                         | 1897–1966   | FDP       | Wahlkreis 3 | |
| August Spies                                          | 1893–1972   | CDU       | Wahlkreis 7 | ausgeschieden am 31. Oktober 1953                                                                                  |
| Alfred Steger                                         | 1898–1967   | FDP       | Wahlkreis 5 | |
| Oskar Stübinger                                       | 1910–1988   | CDU       | Wahlkreis 6 | |
| Hubert Teschner                                       | 1894–1969   | CDU       | Wahlkreis 6 | |
| Hubert Thome                                          | 1892–1970   | CDU       | Wahlkreis 3 | |
| Rudolf Tönges                                         | 1894–1968   | CDU       | Wahlkreis 4 | |
| Otto van Volxem                                       | 1913–1994   | CDU       | Wahlkreis 3 | |
| Heinrich Völker                                       | 1900–1975   | SPD       | Wahlkreis 5 | |
| Fritz Volkemer                                        | 1907–1974   | SPD       | Wahlkreis 7 | |
| August Wacker                                         | 1902–1963   | CDU       | Wahlkreis 1 | |
| Nikolaus Weis                                         | 1905–1971   | CDU       | Wahlkreis 3 | |
| Ernst Jakob Wetzel                                    | 1887–1969   | CDU       | Wahlkreis 5 | |
| Philipp Wildt                                         | 1902–1981   | parteilos | Wahlkreis 4 | eingetreten am 27. April 1955 für Werner Klein                                                                     |
| Josef Will                                            | 1895–1976   | CDU       | Wahlkreis 2 | eingetreten am 1. November 1953 für Johann Peter Josten                                                            |
| Fritz Wilms                                           | 1900–1976   | FDP       | Wahlkreis 7 | |
| Aloys Wingender                                       | 1903–1952   | SPD       | Wahlkreis 2 | † 2. Februar 1952                                                                                                  |
| Paul Wingendorf                                       | 1914–1995   | CDU       | Wahlkreis 1 | |
| Johannes Wolf                                         | 1885–1961   | CDU       | Wahlkreis 6 | |
| Maria Wolf                                            | 1900–1980   | SPD       | Wahlkreis 3 | |
| Paul Wolf                                             | 1920–1977   | SPD       | Wahlkreis 6 | |
| August Wolters                                        | 1903–1990   | CDU       | Wahlkreis 3 | |
| Alois Zimmer                                          | 1896–1973   | CDU       | Wahlkreis 4 | |